# 森総之助
森 総之助/森 總之助（もり そうのすけ、1876年5月11日－1953年4月23日）は、明治－昭和期の物理学者・教育者。

## 経歴
高知県香美郡野市村（現在の香南市）出身。1892年高知尋常中学校を卒業後、第三高等学校・第二高等学校を経て1899年に東京帝国大学理科大学を卒業する。
卒業後、新潟県立長岡中学校教諭になるが、1901年に第三高等学校教授に迎えられる。
「森総」の愛称を持ち、多くの物理学の著書を著したことから、その著書は”森総の物理学"の異名を得た。また、教育者としても湯川秀樹や朝永振一郎などを物理を教えて彼らに大きな影響を与えたとされる。
1935年、同じ高知県出身でもある前任の校長・溝淵進馬の急逝を受けて第三高等学校校長に就任する。
1940年に脳梗塞で倒れたこともあり、翌1941年に校長を退任している。しかし、利き手の右手が無事であったことから、戦後も著作を続けている。
1953年に76歳で逝去。

## 備考
- 森をその後教授・校長を務めた第三高等学校卒業とする文献もある[2]が、実際には1894年の第三高等学校における学制改革の煽りを受けて、高浜虚子・河東碧梧桐らとともに第二高等学校に転属させられてそこを卒業している[3]。
- 第三高等学校校長時代、三高の門に掲げる新しい門標の揮毫を大蔵大臣高橋是清（元内閣総理大臣）に依頼した。ところが、その直後に高橋は二・二六事件で暗殺されたため、最後の絶筆になってしまったという[1]。